# Simulium yunnanense
Simulium yunnanense är en tvåvingeart som beskrevs av Chen och Zhang 2004. Simulium yunnanense ingår i släktet Simulium och familjen knott. Inga underarter finns listade i Catalogue of Life.